# College of Hearts
College of Hearts war eine Berliner Musicaltruppe, die mit  innovativen Musicals im Westentaschenformat 13 Jahre lang von 1983 bis 1996 im deutschen Sprachraum auf Tournee war. Kennzeichen ihrer Stücke war eine kleine Besetzung mit meist 4–6 Darstellern, die gleichzeitig auch die Instrumente spielten. Die deutschsprachigen Eigenproduktionen hatten  satirischen und teilweise parodistischen Charakter und wiesen starke Zeitbezüge auf. Mehrere ihrer Musicals wurden an anderen Theatern nachgespielt.
Aus der Talentschmiede von College of Hearts gingen u. a. hervor: Thomas Pigor und Benedikt Eichhorn (als Pigor & Eichhorn mit „Pigor singt – Benedikt Eichhorn muss begleiten“), die als „Popette“ bekannt gewordene Sängerin Susanne Betancor, die Tubistin Bettina Wauschke („Venus Brass“), der Schlagzeuger Kalle Mews (Ulrich Tukurs Band) sowie der Komponist Wolfgang Böhmer (vielfach für die Neuköllner Oper tätig).

## Produktionen
- 1983: New York muss brennen – Das letzte Musical vom grossen Glück
- 1985: King Kurt – Campingmusical
- 1987: Casanova – Eine Flucht in die Berge rettet weder vor tödlicher Krankheit noch vor der Rache der Frauen
- 1988: Blutiger Honig – Bienenmusical
- 1989: Harry Stark – Metzgermusical
- 1990: Der letzte Waschgang – Eine Seifenoper
- 1992: Der Gestiefelte – Ein Rotlichtmärchen
- 1993: Easy Living – Ein Jazz Stück
- 1993: Ergüsse – 10 Jahre College Of Hearts
- 1994: Lothar ich liebe dich – Vom richtigen Moment einem Pianisten die Finger zu brechen
- 1995: Honka He – Wehe, wenn du Geburtstag hast
- 1996: Die Legende vom Fall ohne Ende – Ein ironisches Oratorium